# Beauvilliers (Yonne)
Beauvilliers es una localidad y comuna francesa situada en la región de Borgoña, departamento de Yonne, en el distrito de Avallon y cantón de Quarré-les-Tombes.

## Demografía
| 201 | 194 | 201 | 237 | 230 | 230 | 237 | 229 | 206 | 223 | 249 | 233 | 216 | 243 | 241 | 237 | 264 | 229 | 208 | 186 | 185 | 175 | 159 | 141 | 151 | 112 | 127 | 120 | 88 | 74 | 90 | 88 | 92 |
| Para los censos de 1962 a 1999 la población legal corresponde a la población sin duplicidades (Fuente: INSEE [Consultar]) |     |     |     |     |     |     |     |     |     |     |     |     |     |     |     |     |     |     |     |     |     |     |     |     |     |     |     |    |    |    |    |    |

## Lugares de interés
- Iglesia de Notre Dame del siglo XV.
- Castillo de Grésigny del siglo XVII, antigua residencia de Jules Roy.
- Parque natural regional de Morvan